# Bracon australiensis
Bracon australiensis är en stekelart som beskrevs av Szepligeti 1905. Bracon australiensis ingår i släktet Bracon och familjen bracksteklar. Inga underarter finns listade.